# Oxyprorella dives
Oxyprorella dives är en insektsart som beskrevs av Giglio-tos 1898. Oxyprorella dives ingår i släktet Oxyprorella och familjen vårtbitare. Inga underarter finns listade i Catalogue of Life.